# 2012 en catch
Chronologie du catch
- 2011 en catch - 2012 en catch - 2013 en catch

Les faits marquants de l'année 2012 en catch

## Décès en 2012
- Buddy Roberts, mort à 67 ans d'une pneumonie[1]
- Brain Damage, mort par suicide à l'âge de 34 ans.